# ديبورا فالكونر
ديبورا فالكونر (بالإنجليزية: Deborah Falconer)‏ هي مغنية وممثلة أمريكية، ولدت في 13 أغسطس 1965 في ساكرامنتو في الولايات المتحدة.

## وصلات خارجية
- ديبورا فالكونر على موقع IMDb (الإنجليزية)
- ديبورا فالكونر على موقع ألو سيني (الفرنسية)
- ديبورا فالكونر على موقع ميوزك برينز (الإنجليزية)
- ديبورا فالكونر على موقع قاعدة بيانات الأفلام السويدية (السويدية)
- ديبورا فالكونر على موقع قاعدة بيانات الفيلم (الإنجليزية)
- ديبورا فالكونر على موقع كينوبويسك (الروسية)